# Roger Mathis
Roger Mathis (ur. 4 kwietnia 1921, zm. 9 lipca 2015
) – szwajcarski piłkarz grający na pozycji obrońcy. W swojej karierze rozegrał 4 mecze w reprezentacji Szwajcarii.

## Kariera klubowa
W swojej karierze piłkarskiej Mathis występował w klubie Lausanne Sports.

## Kariera reprezentacyjna
W reprezentacji Szwajcarii Mathis zadebiutował 23 maja 1954 roku w zremisowanym 3:3 towarzyskim meczu z Urugwajem, rozegranym w Lozannie. W 1954 roku został powołany do kadry na mistrzostwa świata w Szwajcarii. Na nich był rezerwowym i nie wystąpił w żadnym spotkaniu.. W kadrze narodowej od 1954 do 1955 roku rozegrał 4 mecze.